# Killzone (jogo eletrônico)
Killzone é um jogo eletrônico de tiro em primeira pessoa lançado exclusivamente para PlayStation 2. Foi desenvolvido pela Guerrilla Games e publicado pela Sony Computer Entertainment em 2 de novembro de 2004 para a América do Norte. Uma seqüência, Killzone: Liberation, foi lançada para PlayStation Portable, seguida de Killzone 2 e Killzone 3 ambos lançados para a plataforma PlayStation 3. Em 2012 o jogo foi remasterizado em HD para o PlayStation 3 e lançado na PlayStation Store.

## Enredo
O planeta Terra está perdendo seus recursos naturais e as grandes potências do mundo se unem no intuito de buscar planetas alternativos com recursos que supram as necessidades dos seres humanos, a Helghan Corporation, uma poderosa empresa, toma a frente e começa a busca pela salvação.
O jogo se passa no século XXIV, na galáxia de Alpha Centuri, onde existem dois planetas: Vekta (com condições de vidas idênticas as da Terra) e Helghan (Com condições parecidas, porém, mais precárias), os planetas foram descobertos e colonizados pela Helghan Corporation, que após a dominação total da galáxia de Alpha Centuri, desistiu de tentar salvar a Terra, começou a investir nos planetas e começou a crescer lá, criando armas de guerra e um império aparentemente imbatível, deixando os terráqueos em desespero, e pra piorar as coisas, a Helghan Corporantion passa a cobrar impostos abusivos por naves que atravessam o seu espaço a procura de outros planetas com condições de se habitar. Inconformados com a atitude tomada pela empresa, foi criada a ISA (sigla em inglês para “Aliança Estratégica Interplanetária”) que foi até Alpha Centuri e invadiu Vekta, causando uma guerra contra os Helghast que com suas armas avançadas, mas pouca experiência, fracassaram e tiveram de deixar Vekta e partir para o planeta Helghan. Lá, devido as péssimas condições de sobrevivência, os corpos deles sofreram mutações que os deixaram mais rápidos, fortes e resistentes, ali nasciam os Helghasts, uma espécie evoluída da raça humana.
Por 10 anos os Helghast se fortaleceram em Helghan e o ódio pela raça humana também se fortaleceu. Comandados por Scolar Visari, eles planejam um ataque para retomar Vekta e destruir os seres humanos que lá estavam, nesse período em que o planeta Helghan se recuperava, a ISA tomou conta de Vekta e as coisas estavam normais, tanto que somente um Esquadrão de Elite da ISA ficou no local, quando o restante da unidade voltou para a terra para controlar as coisas por lá. Porém o ataque dos Helghan pegou o Esquadrão de Elite da ISA de surpresa e eles tiveram que resistir bravamente para conseguir combater os Helghast.
Uma plataforma identifica as naves dos Helghast se aproximando, porém, o computador da ISA é invadido e o sistema de defesa é desligado, o General Adams que se encontra na plataforma, entra em contato com o General Vaughton e o pedindo para que ele vá para a plataforma com a sua chave de segurança para que eles possam reprogramar o sistema de defesa.
O protagonista Jan Templar, um soldado da ISA, se encontra encurralado e após a invasão e escapa com êxito, indo ao encontro do General Vaughton, que precisa da sua chave de segurança, o General pede para que Templar vá encontrar o Coronel Gregor Hakha um agente duplo que está sob custódia nos subúrbios de Vekta. No caminho, Templar se encontra com Luger, uma agente da ISA que se une a Templar na missão de encontrar Hakha, Templar encontra a chave de segurança do General Vaughton e no caminho é encurralado por mais Helghast, mas é salvo por Rico Velasquez - um soldado que perdeu seu batalhão devido a um ataque Helghast, que está furioso e obcecado por destruir Helghan e seus habitantes - que se junta Templar e Luger, enfim eles encontram o General Vaughton e o entrega a sua chave para que ele vá até a plataforma junto do General Adams restaurar o sistema de defesa e combater os Helghast, Templar e sua nova equipe acaba encontrando Hakha e acabam sendo surpreendidos por ele ser metade humano e metade helghast, todos ficam desconfiados mas o resgatam e os acompanham para que ele leve as informações que colheu a um lugar seguro. Hakha então pede para que acesse o computador principal da ISA pois diz que o sistema de segurança foi invadido por um computador da própria plataforma da ISA e descobre que o General Adams que desligou o sistema de segurança. Sem saber de nada, o General Vaughton entrega a chave ao General Adams e descobre que foi traído, sendo morto ali mesmo por um Helghast sob ordem do General Adams, que junto com General Lente, tomam conta das poderosas armas da plataforma da ISA.

## Jogabilidade
O jogo tem capacidade para suportar até 18 jogadores online. No entanto, o serviço online e os servidores locais não são centralizados. O jogo apresenta 8 mapas, que se baseiam em cenários da campanha principal. Nos combates é possível usar todas as armas encontradas na campanha offline, menos o laser designator e a faca. Na jogatina offline pode-se optar por jogar em dupla, com até 14 bots (inimigos controlados pelo console), 6 gamemodes (tipos de objetivos a serem jogados), e duas equipes (I.S.A. e Helghast) disponíveis. A versão online é bastante semelhante, exceto pelo fato de não haver modo para apenas 2 jogadores e a presença da tela dividida. O modo online foi bem recebido pelo público e crítica. Pouco depois de o jogo ser lançado, os jogadores começaram a reclamar sobre as falhas que ambas as versões (americana e europeia) apresentavam. A versão americana recebeu duas atualizações via download para consertar as falhas.
| Publicação                         | Pontuação                                              |
| ---------------------------------- | ------------------------------------------------------ |
| PSM                                | 9.5 de 10                                              |
| Game Revolution                    | Grade C                                                |
| GameSpot                           | 6.9 de 10                                              |
| Gaming Target                      | 8.4 de 10                                              |
| IGN                                | 7.5 de 10                                              |
| Official PlayStation 2 Magazine UK | 9 de 10 (previous score) 7 out of 10 (flashback score) |
| Coletâneas de revisões             |                                                        |
| Game Rankings                      | 74% (baseado em 80 revisões)                           |
| Metacritic                         | 70/100 (baseado em 67 revisões)                        |

## Recepção
O jogo Killzone vendeu 2 milhões de cópias somente no Playstation 2.